# POLDER (satélite)
POLDER (de POLarization and Directionality of the Earth's Reflectances) é a denominação de um instrumento de ótica passivo para obtenção de imagens composto por radiômetro e polarímetro desenvolvido pelo CNES.

## Descrição
O dispositivo foi projetado para observar a radiação solar refletida pela atmosfera da Terra, incluindo estudos de aerossóis na troposfera, reflectância da superfície dos mares, função de distribuição de reflectância bidirecional de superfícies terrestres, e o balanço energético da Terra.

### Especificações
O POLDER tem uma massa de cerca de 30 kg, e consumo de 77 W em modo de imagem (consumo médio de 29 W).

#### Imagens
O POLDER utiliza um tipo especial de scanner para obter imagens a partir de câmeras óticas. O seu sistema ótico usa lentes telecêntricas e uma matris de dispositivos de carga acoplada com resolução de 242x548 pixels.  A distância focal é de 3,57 mm com uma abertura ótica de 4,6 F. O campo de visão varia de ±43° a ±57°, dependento do método de rastreio.

#### Carcterísticas espectrais
O dispositivo escaneia entre 443 e 910 nm FWHM, dependendo do objeto da medição. O menor comprimento de onda (443–565 nm) tipicamente mede as cores dos oceanos enquanto os maiores (670–910 nm) são usados para estudar vegetação e conteúdo de vapor d'água.

#### Transferência de dados
Ele transmite dados em 465,9875 MHz a uma taxa de 200 bit/s, e recebe em 401,65 MHz a 400 bit/s. Usando o processo de quantização de 12 bits, a taxa de transferência de dados chega a 880 kbit/s.

## Missões
O instrumento POLDER, foi lançado pela primeira vez no satélite ADEOS I em 17 de Agosto de 1996. A missão terminou em 30 de Junho de 1997 quando o sistema de comunicação de satélite falhou.
O POLDER 2 foi lançado em Dezembro de 2002 a bordo do satélite ADEOS II. Essa segunda missão terminou prematuramente depois de 10 meses, quando os painéis solares do satélite deixaram de funcionar.
Uma terceira geração desse instrumento foi lançado a bordo do satélite francês PARASOL. Apesar desse satélite ter sido retirado do grupo A-Train em Dezembro de 2009, ele continua a tranmitir dados.